# Кайна (футболист)
Кайна Нунес да Силва Амаранте (порт. Kainã Nunes da Silva Amarante; род. 31 мая 1997, Порту-Алегри), известный просто как Кайна — бразильский профессиональный футболист, выступающий на позиции нападающего. В настоящее время защищает цвета иранского футбольного клуба «Эстеглаль Хузестан», выступающего в Про-лиге.

## Биография
Родился 31 мая 1997 года в Порту-Алегри. Воспитанник клубов «Санту-Андре» и «Униан Мадейра».
Профессиональную карьеру начал в 2017 году в команде «Фелгейраш 1932» под руководством тренера Орасиу Гонсалвеша.
На взрослом уровне Кайна никогда не выступал за профессиональные бразильские клубы, играя преимущественно в Португалии  и Албании. Он играл в четырёх разных клубах Албании («Беса», «Влазния», «Кастриоти» и «Тирана»).